# 類設計室
株式会社類設計室（るいせっけいしつ）は、日本の組織系建築設計事務所である。

## 概要
1972年に設立された。教育施設の設計と学習塾の運営を主な事業としており、農園経営やポスティング、ビルメンテナンスといった事業も手掛けている。
設計事業部「類設計室」は、企業・官庁・教育施設などの設計を手がける。教育・研究施設の設計実績が多い。環境デザイン、ZEB、木造など建築技術について、東京大学をはじめ、九州大学、信州大学、滋賀県立大学などの大学との共同研究を行っている。
1975年に学習塾である「類塾」を設立して教育事業に参入。学習塾事業に加え、2006年より探求学習を開始。主体的に考え、探求する力を育てるコースを設置した。現在はオンラインでの授業も行っている。2025年にブランド名を「類塾プラス」に変更した。
1999年には、有機農業の農園事業を行う「類農園」を開設。奈良県宇陀市と三重県度会町に自社農場を持ち、有機JAS認証を取得している。奈良では大和野菜などの有機野菜、三重では特別栽培米・有機米と有機茶が主要栽培品目。また、農業研修生受け入れを実施している。
2014年に大阪で直売所を開設。約600名の奈良・三重・和歌山の生産者の商品を取り扱う。NTTデータ関西によるAIを使った販売予測システムの導入や、大学の農学部教育支援、百貨店との協業、企業・団体との活動、宇陀市の代表米のブランディング「宇陀米ブランド化協議会」を設立している。
宅配事業を行う「類宅配」は2015年開設。関西を中心にポスティング事業とマーケティング事業を展開している。2022年からは、ビルのメンテナンスや清掃・警備業務を行う「類管財」を展開し、建物の長寿命化・資産価値の向上業務を行っている。
2001年に投稿型ウェブサイト「るいネット」を開設し、「重曹であらゆる病気が治せる」「TBSの社員がクライシスアクターとして様々な報道画像に登場している」など、様々な疑似科学や陰謀論を掲載した（2023年6月をもって閉鎖）。
2003年から2012年にかけて「なんで屋」という人々の疑問について議論をしながら答えを出していく露店商活動を行っていた。
小中学生から社会人までが参加し、社会の様々な事象について議論を行うセミナーも開催している。セミナー参加者は、既存の社会の仕組みを疑い、自分の頭で考えることを求められる。
2014年にはミニコミ紙『週刊事実報道』を発行し、類塾の生徒達もポスティングを行った。
2021年に社長の岡田淳三郎の死去に伴い、副社長（当時）の阿部紘が社長に就任。その後2021年9月から業態・組織改革の推進を決定。その中で、週刊事実報道を独立会社として分離（21年7月）。2022年9月、独立した事実報道社の廃業をもって週刊事実報道休刊、るいネットの廃止も行われた。
2023年7月、「経営基盤整備3ヵ年計画」を定め、大きく組織の再編を実行している。

## 沿革
- 1972年 - 創業[3]。
- 1973年 - 東京設計室を開設[3]。
- 1975年 - 教育事業部「類塾」を設立[3]。
- 1979年  - 株式会社に改組。[3]
- 1999年 - 農園事業部「類農園」を設立[3]。
- 2001年 - 「るいネット」を開設[22]。
- 2012年 - 大阪本社に子連れ出社用の共同保育室設置[3][34]。
- 2014年 - 類農園直売所を開設[3]。
- 2015年 - 地域新聞発行事業、宅配事業を開始[3]。
- 2017年 - 設計事業部に企画室・営繕室を設置[3]。
- 2021年
  - 7月5日 - 事実報道社（地域新聞発行事業）を独立会社に分離[31]。
  - 7月27日 - 社長の岡田淳三郎の死去[35]に伴い、副社長の阿部紘が社長に就任[29][36]。
  - 9月1日 - 全社全事業部門の業態・組織・諸制度の改革を開始[3][30]。
- 2022年 - 管財事業部「類管財」を開設[3]。
- 2023年
  - 5月30日 - 「るいネット」を閉鎖[23]。
  - 7月14日 - 「経営基盤整備３ヵ年計画」を策定[33]。
- 2025年 - 教育事業部「類塾」のブランド名を「類塾プラス」へ変更[12]。

## おもな作品・業績
- 大阪市西淀川区役所
- 山口県周南総合庁舎
- 神奈川県小田原合同庁舎
- さいたま市見沼区役所
- 大田区文化活動支援施設
- 甲府法務合同庁舎
- 綾瀬市庁舎
- 守口市生涯学習情報センター
- 多摩区総合庁舎
- 野田市庁舎
- 八王子生涯学習センター
- 赤坂区役所
- 君津市八重原公民館
- 大田区産業プラザ
- 東松山市総合福祉エリア
- 加古川総合庁舎
- 多摩市唐木田 （都市景観大賞入賞）
- 南長野運動公園多目的競技場内野スタンド

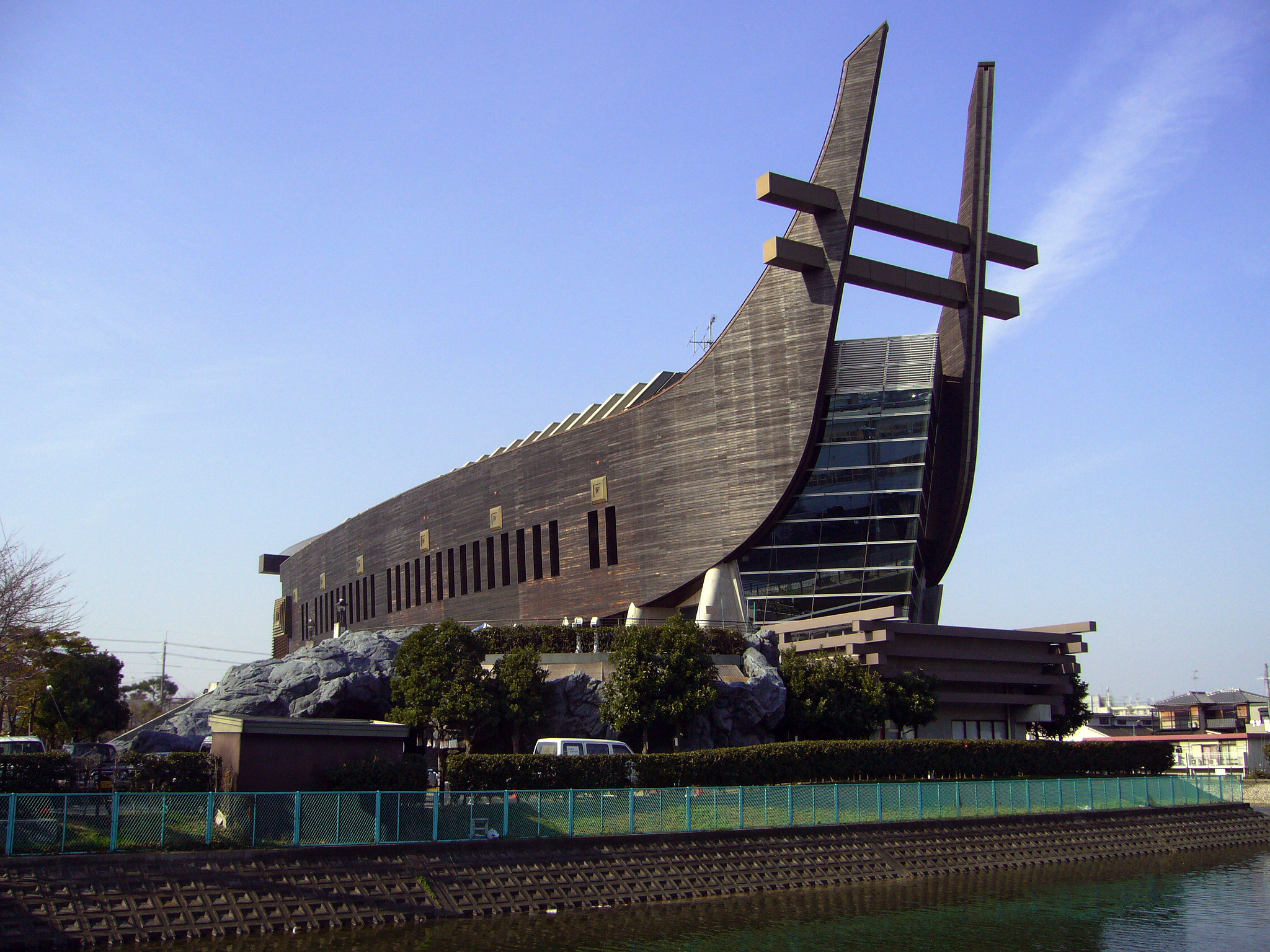
アイセルシュラホール
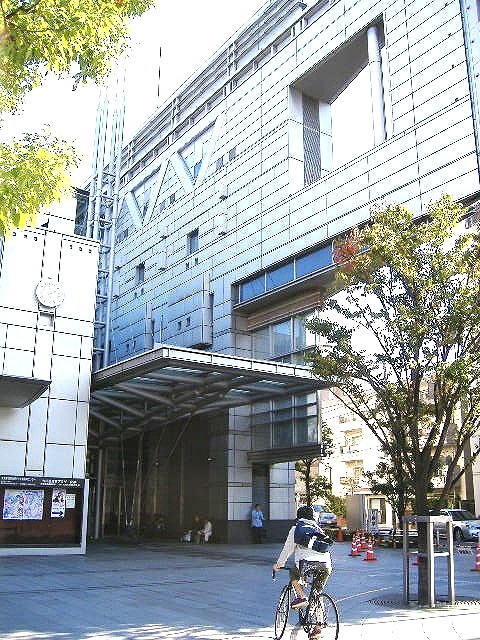
大田区産業プラザ

- 安土町複合施設
- 貝塚サナトリウム新病棟
- 富永病院
- 南大井高齢者保健福祉複合施設
- 浦安市立高洲小学校
- 東京都立昭和高校
- 亀岡市立川東小学校・高田中学校
- つくば市立春日小学校・春日中学校
- 錦城高等学校
- 銚子市立銚子高等学校
- 荒川区立尾久八幡中学校
- 品川区立第一日野小学校
- 専修大学附属高等学校
- 同志社香里中学校・高等学校統合校舎
- 京都市立京都御池中学校・複合施設
- 中央大学付属中学校
- 東京大学工学部2号館
- 日本イタリア京都会館
- 阪急摂津市駅
- 板橋清掃工場
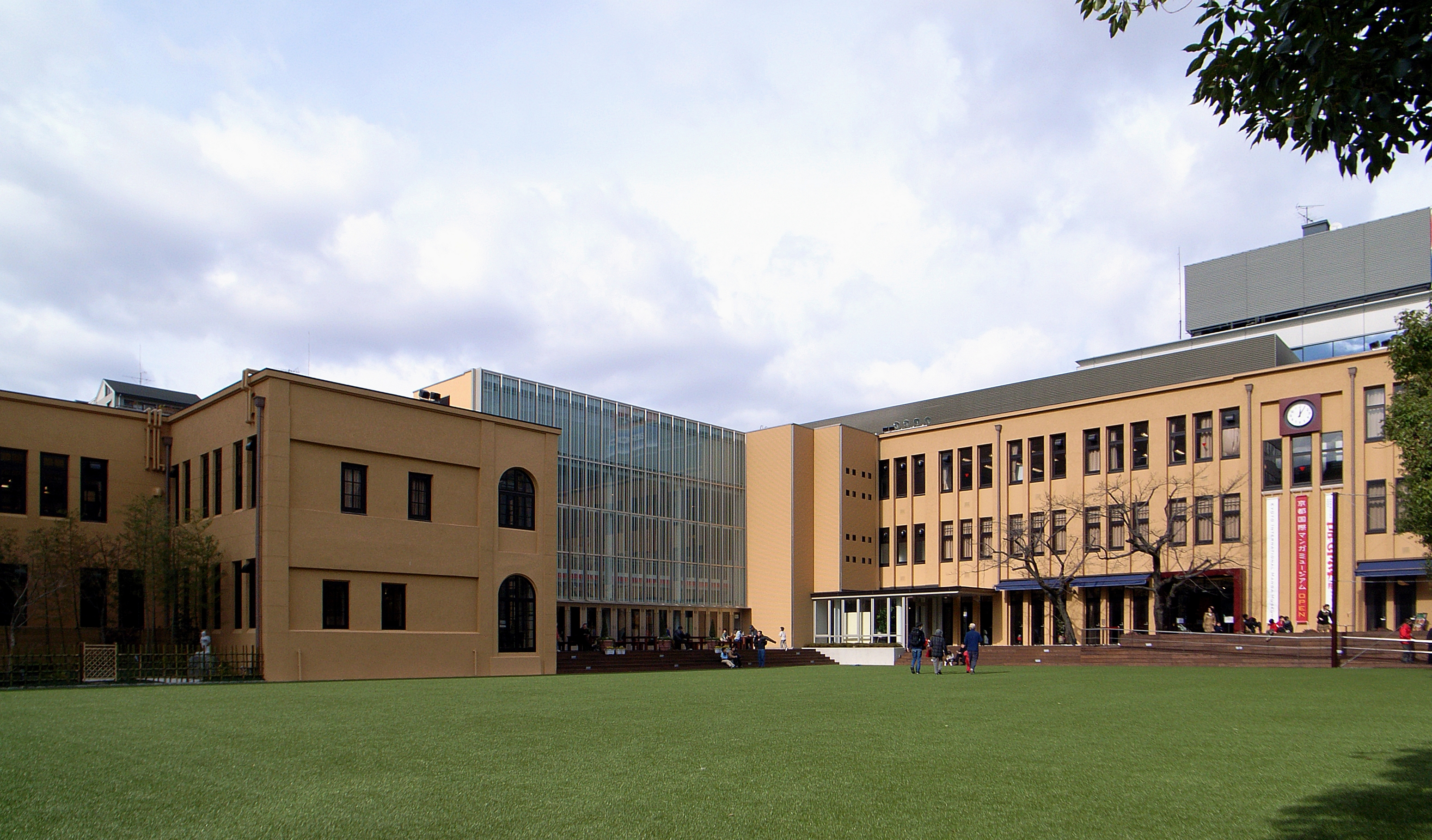
京都国際マンガミュージアム
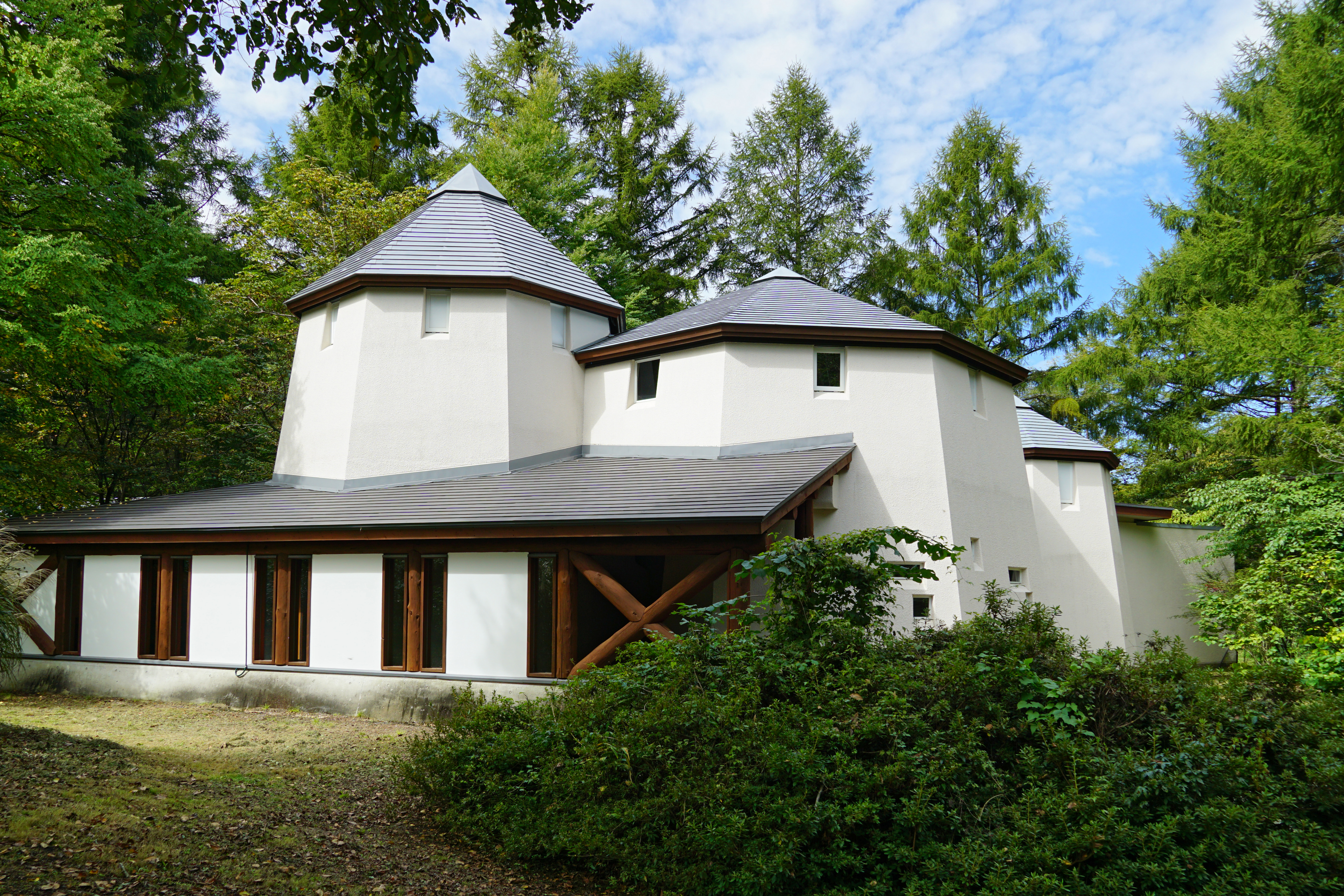
軽井沢絵本の森美術館
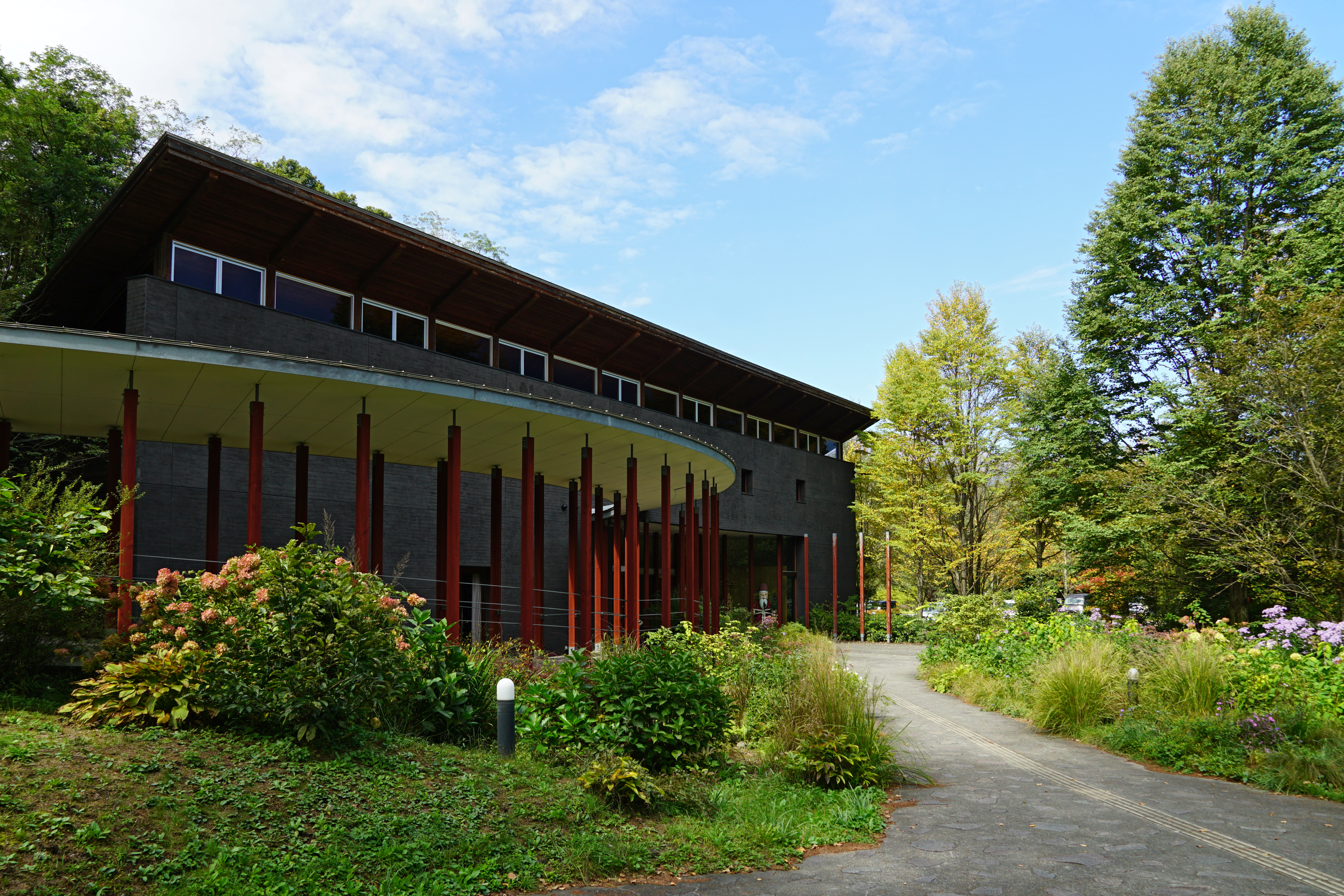
エルツおもちゃ博物館・軽井沢

- アイセルシュラホール
- 大田区産業プラザ
- 京都国際マンガミュージアム
- 軽井沢絵本の森美術館
- エルツおもちゃ博物館・軽井沢

### 受賞歴
- 2008年 - BCS賞｜東京建築賞最優秀賞（東京大学駒場コミュニケーション・プラザ）
- 2016年 - 日経ニューオフィス賞｜近畿ニューオフィス 推進賞（HORIBA BIWAKO E-HARBOR）
- 2018年 - グッドデザイン賞（キッチン＆マーケット ルクア大阪店）
- 2018年 - 全国優良経営体表彰 担い手づくり部門｜農林水産省大臣賞（かみなか農楽舎）
- 2021年 - 日経ニューオフィス賞｜近畿ニューオフィス推進賞（酉島製作所 新本社工場ビル）
- 2022年 -ウッドデザイン賞（松田町立松田小学校）
- 2023年 -キッズデザイン賞（荒川区立 尾久図書館）
- 2023年 - グッドデザイン賞（本の森ちゅうおう-中央区立京橋図書館・中央区立郷土資料館）
- 2023年 - グッドデザイン賞（豊中市立庄内さくら学園・豊中市庄内コラボセンター）
- 2023年 -都市公園等コンクール ｜一般社団法人日本公園緑地協会会長賞（Suita SST - Sustainable Smart Town）
- 2023年 - WOMAN’s VALUE AWARD ジェンダード・イノベーション部門｜優秀賞（類設計室 共同保育室）
- 2024年 - 緑化技術コンクール｜国土交通大臣賞（緑化施設部門）（本の森ちゅうおう-中央区立京橋図書館・中央区立郷土資料館）
- 2024年 - 木材利用推進コンクール｜文部科学大臣賞（松田町立松田小学校）

ほか

### 雑誌掲載歴
- 月刊『近代建築』
- 建築雑誌『新建築』
- 日経アーキテクチュア

ほか

## 不祥事・トラブル

### 従業員への残業代の不払い（類設計室事件）
類設計室では、若い頃に労働組合活動に参加した創業者の「全員が平等かつ主体的に経営に参画できる企業を作りたい」という考えから、「全員取締役制度」が行われていた。この制度のもと、類設計室は400人以上の従業員を取締役に就かせ、残業代を支払っていなかった。しかし2009年以降、類設計室が運営する類塾に対し、数十人の元講師が残業代の支払いを請求。2015年7月、元講師が残業代を求めた訴訟で、京都地裁は同社が従業員の出退勤を厳格に管理していることなどから、元講師を「労働基準法上の労働者」と認め、ほぼ請求通り約1200万円の支払いを類設計室に命じ、その後最高裁で判決が確定した。この裁判例は類設計室事件として知られている。類設計室は2020年8月からこの制度を廃止したため、現在では行われていない。

### 新型コロナウイルスに関する誤情報の拡散
2021年、新型コロナウイルスワクチン（COVID-19ワクチン）を巡り、類設計室はワクチンに関して事実に基づかない内容の印刷物を大阪府内の多数の住宅に投函した。投函されたのは同社発行のミニコミ紙である『週刊事実報道』で、ワクチン接種により感染者よりも多くの死者が出るといった主張や、流産や不妊症、生殖障害の伝染が発生するなどといった誤った情報が掲載されていた。ミニコミ紙ではこれまでにも「欧州の貴族連合がコロナ騒動を起こし、世界に大革命を起こそうとしている」といった陰謀論も展開していた。類設計室によると約58万世帯に配布された。
類設計室の創業者である岡田淳三郎社長（当時）は、コロナウイルスにまつわる騒動は「1から10まですべて嘘」であり、経済の破壊を目的とする勢力が全世界のマスコミを動員してウイルス騒動を演出していると主張していた。